# Paul Stanley
 Der er for få eller ingen kildehenvisninger i denne artikel, hvilket er et problem. Du kan hjælpe ved at angive troværdige kilder til de påstande, som fremføres i artiklen.

Paul Stanley (født 20. januar 1952) er en amerikansk sanger, guitarist i hard rock-bandet, Kiss. Han er sangskriver og skriver sange om kærlighed, sex og tiden.